# John Wallace (homme politique)
Pour les articles homonymes, voir John Wallace.
John Wallace (1812-1896) est un agriculteur et un homme politique canadien qui fut député du Nouveau-Brunswick.

## Biographie
John Wallace est né le 18 novembre 1812 à Hillsborough au Nouveau-Brunswick au sein d'une famille originaire du Donegal en Irlande.
Tout en étant agriculteur et possédant en outre une scierie, Wallace se lance en politique et est élu le 20 septembre 1867 comme député fédéral libéral de la circonscription d'Albert. Il est réélu en 1872 et en 1874, perd son siège en 1878 contre Alexander Rogers, mais le retrouve en 1882 et en 1883, sous l'étiquette libérale-conservatrice pour ce dernier mandat. Au total, il aura représenté la circonscription d'Albert à la Chambre des communes durant plus de quinze années.
Il est mort le 1er janvier 1896.